# Giara (Sardegna)

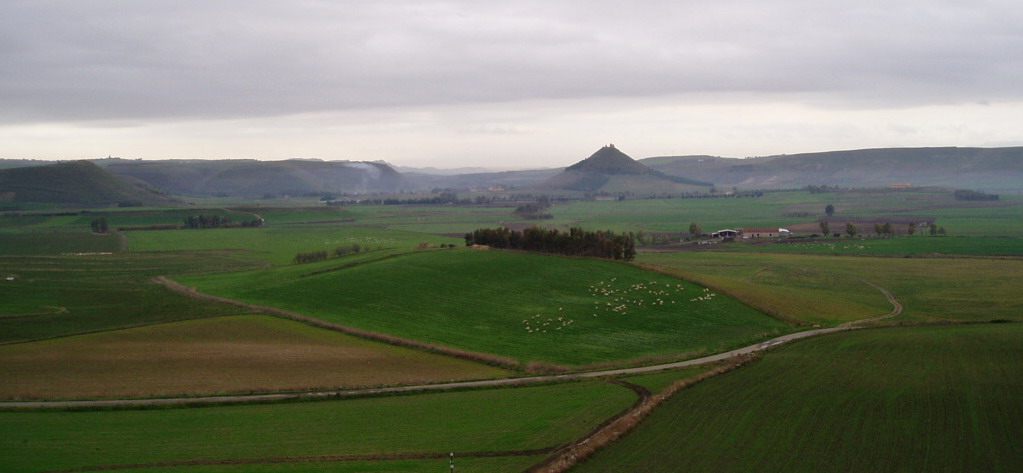
Le giare viste dalla Marmilla.

Le giare sono i tavolati basaltici del Sulcis e della Marmilla situati nella parte centro meridionale della Sardegna. Chiaramente visibili dalle zone pianeggianti, si presentano come altopiani dai lineamenti caratteristici di enormi fortezze naturali, fornite di bastioni dalle pareti scarpate ed anticamente inaccessibili.
Simili alle mesas messicane, molti archeologi pensano che siano state utilizzate dai sardi nuragici come ultimo baluardo di resistenza contro gli invasori Punici e poi Romani. In effetti, lungo il perimetro sommitale della giara di Gesturi (detto sa canoa ossia la corona), si possono ancora osservare 24 nuraghi mentre ben 50 si allineavano un tempo ai piedi dei bastioni stessi.

## La giara di Gesturi

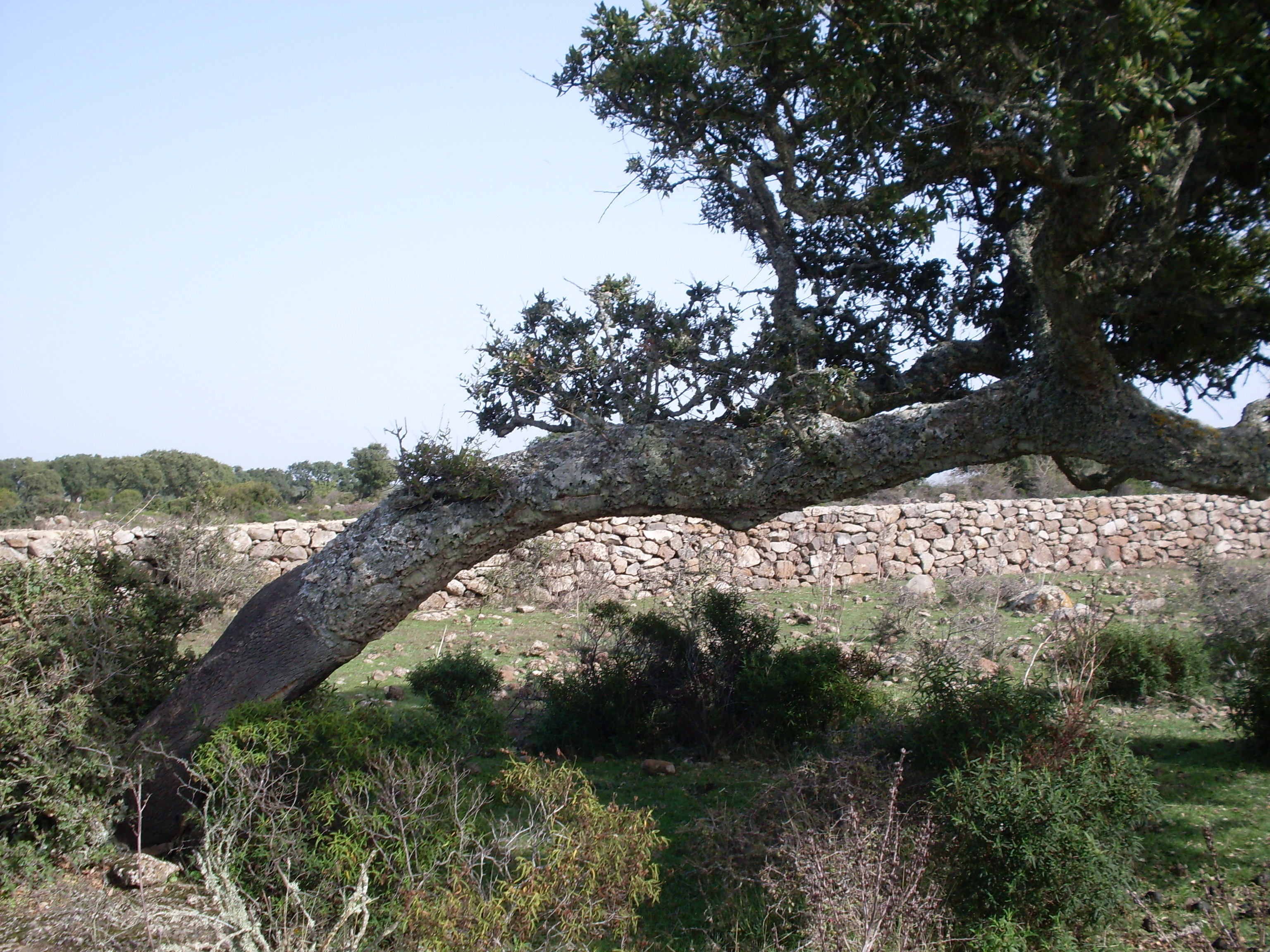
Giara di Gesturi: quercia da sughero con la sua particolare postura inclinata

La giara di Gesturi, detta anche in lingua sarda sa jara manna, è la più grande delle giare. Si estende per 45 km² ripartiti nei comuni di Gesturi, Genoni, Tuili e Setzu. È costituita da un'immensa colata di lava basaltica eruttata circa 2,7 milioni di anni fa dai crateri dei vulcani (oramai spenti) di  Zepparedda (609 m) e di Zeppara Manna (580 m). Il territorio è caratterizzato per il suolo particolarmente sassoso, ricoperto da sugherete e da macchia mediterranea, disseminato di piccoli specchi d'acqua raccolti in caratteristiche depressioni, chiamate paulis, che nei periodi invernali si riempiono d'acqua e in primavera sono coperte da una flora molto colorata, costituita da specie isolate : esse sono utilizzate per abbeverarsi dagli ultimi cavalli selvaggi d'Europa: i cavallini della giara. Molto particolari sono anche gli alberi a bandiera, querce da sughero che il forte e continuo maestrale obbliga ad una crescita obliqua (verso est).

## La giara di Serri
Un'altra giara, quella di Serri, si estende invece su una superficie più piccola (4 km²) ma è considerata di grande importanza dagli archeologi perché ospita il Santuario nuragico di Santa Vittoria, il pantheon della civiltà nuragica. Si pensa che nell'edificio principale del villaggio si riunissero in assemblee federali i clan più potenti dei nuragici, abitanti la Sardegna centrale, per consacrare alleanze o per decidere guerre.

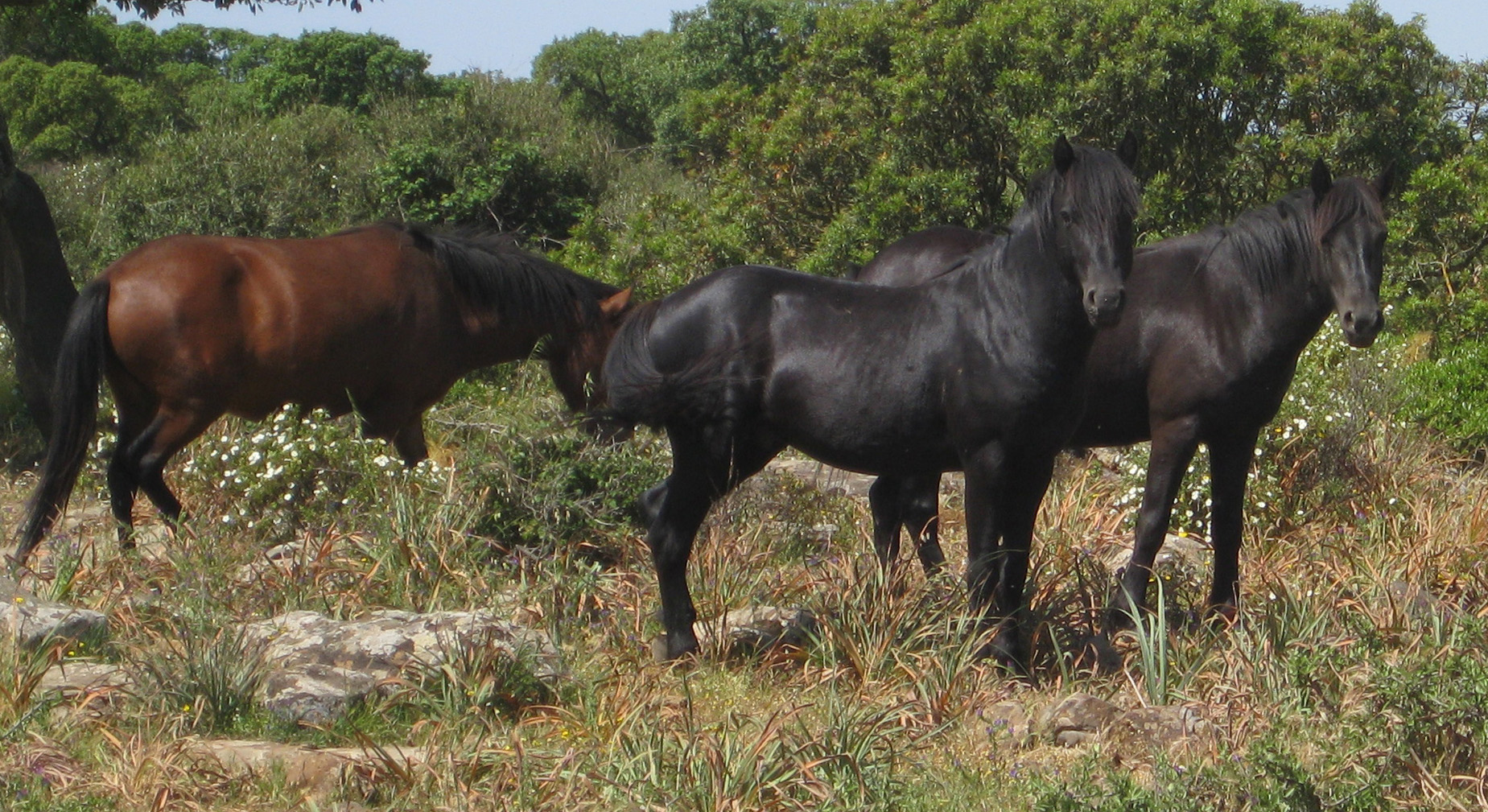
Cavallini della Giara